# 南云齐
南云齐（1993年10月6日—），出生于辽宁省大连市，中华人民共和国足球运动员，司职前锋。

## 职业生涯
南云齐少时入选大连实德俱乐部93/94年龄梯队。虽然身体上不占优势，但是南云齐的球感、速度远胜同年龄段的其它球员，实德的梯队教练甚至将他与梅西相比。很快，南云齐入选了中国国少队，成为国少队的主力前锋，在2008年亚少赛上对阵土库曼斯坦的比赛中打入一球。中华人民共和国第十一届全国运动会男足乙组（U16）比赛中，南云齐代表辽宁队出战，身披10号，发挥出色，在与上海队的比赛中梅开二度，助球队进军四强。赛后，南云齐被媒体评为“未来之星”、“接传射俱佳”。
2010年冬天，南云齐腿部骨折。2011年春，他伤愈复出，征战中超预备队比赛，表现很好。 2012年7月19日，南云齐在2012年中国足协杯大连实德0比2不敌贵州人和的比赛首发出场，上演职业生涯首秀。11月3日，他在联赛最后一轮大连实德0比3不敌贵州人和的比赛第84分钟替补阎相闯出场，首次在联赛亮相。2012年底，大连实德退出足坛，南云齐被大连阿尔滨选入梯队中。2013年初，在转会窗口即将关闭时，大连阿尔滨将南云齐和王世鑫免费租借到中甲球队沈阳沈北 ，租期一年。 2013年中甲联赛次轮沈阳沈北作客天津，南云齐替补登场，在89分钟时用一脚世界波帮助球队逼平天津松江，夺得赛季第一分。南云齐的进球让他赢得了主教练的信任，南得以在之后的两轮联赛中首发出场。截至联赛第四轮，南云齐已打进三球。
南云齐还入选了中华人民共和国第十二届全国运动会辽宁男足的阵容。